# Maestro dell'Altare di santa Barbara
Il Maestro dell'Altare di santa Barbara, detto anche Maestro del 1447 (fl. XV secolo), è stato un pittore anonimo polacco attivo a Breslavia dal 1440 circa al 1470 circa.
Lo si può forse identificare con Nikolaus Smid, residente a Breslavia nel 1440, e che ottenne da quella il diritto di borghesia, nel 1450.
L'anonimo artista nato forse a Breslavia, rappresentante di un'arte drammatica e dal realismo possente che si diffuse fino alla Moravia, alla Galizia ed alla Polonia, deve il suo nome all'altare a portelle (Flügelaltar), dipinto nel 1447 per la chiesa di Santa Barbara a Breslavia.
Al centro era la tavola (ora conservata al Museo di Varsavia) con i santi Barbara, Felice e Adaucto su fondo oro, e inquadrata da dodici scene con la Leggenda di santa barbara, per ragioni stilistiche assegnabili ad un'altra mano di gusto più espressivo. 
A portelle chiuse, andate dispere nel 1945, erano la Crocifissione e la Deposizione dalla Croce. A portelle chiuse era la Vergine in maestà con Cristo benedicente.
Sempre all'anonimo è da riferire la Crocifissione di Heidau, dipinta verso il 1447, ora conservata al Museo Sztuki di Todz, e una Crocifissione in San Sebald a Norimberga. 
Attribuito al maestro è l'Altare di Wartenberg, databile al 1468 circa e ora conservato al Museo di Varsavia.